# Pèlerinage des 33 Kannon de Shikoku
Le pèlerinage des 33 Kannon de Shikoku est un pèlerinage dédié à la bodhisattva Kannon, bodhisattva de la compassion, et qui passe par les 4 préfectures de Shikoku : Ehime), (Kagawa, Kôchi, Tokushima. 

## Histoire
Le pèlerinage des 33 Kannon de Shikoku a été créé en 1990 et est aussi nommé « Pèlerinage Bôkefuji des 33 Kannon ». 
En 2013, le pèlerinage des 33 Kannon de Shikoku a été couplé avec le pèlerinage des 33 Kannon du Chûgoku et le pèlerinage des 33 Kannon de Kyûshû afin d’en faire un nouveau pèlerinage nommé le pèlerinage des 108 Kannon (des temples ayant été ajoutés afin d’arriver à 108). Le 18 avril 2013, un service commémoratif bouddhiste a été tenu au premier temple, le temple Saidaiji, du pèlerinage des 33 Kannon du Chûgoku. 

## Les temples
Liste des 33 temples :
| Numéro | Nom                               | Préfecture |
| 1      | Shôkôji (正興寺、しょうこうじ)    | Tokushima  |
| 2      | Saikôji (西光寺、さいこうじ)      | Tokushima  |
| 3      | Renkôji (蓮光寺、れんこうじ)      | Tokushima  |
| 4      | Jingûji (神宮寺、じんぐうじ)      | Tokushima  |
| 5      | Dainichiji (大日寺、だいにちじ)   | Tokushima  |
| 6      | Shinôji (神応寺、しんおうじ)      | Tokushima  |
| 7      | Ryûzenji (隆禅寺、りゅうぜんじ)   | Tokushima  |
| 8      | Kannonji (観音寺、かんのんじ)     | Tokushima  |
| 9      | Shôkakuji (正覚寺、しょうかくじ)  | Kôchi      |
| 10     | Kôshôji (高照寺、こうしょうじ)    | Kôchi      |
| 11     | Kongôji (金剛寺、こんごうじ)      | Kôchi      |
| 12     | Daitokuji (大徳寺、だいとくじ)    | Kôchi      |
| 13     | Kôyaji (高野寺、こうやじ)         | Kôchi      |
| 14     | Daizenji (大善寺、だいぜんじ)     | Kôchi      |
| 15     | Rinkôji (臨江寺、りんこうじ)      | Ehime      |
| 16     | Eishôji (永昌寺、えいしょうじ)    | Ehime      |
| 17     | Hôdooriji (法通寺、ほうどおりじ)  | Ehime      |
| 18     | Shussekiji (出席寺、しゅっせきじ) | Ehime      |
| 19     | Enpukuji (円福寺、えんぷくじ)     | Ehime      |
| 20     | Daishiji (大師寺、だいしじ)       | Ehime      |
| 21     | Gikôji (義光寺、ぎこうじ)         | Ehime      |
| 22     | Nankôbô (南光坊、なんこうぼう)    | Ehime      |
| 23     | Muryôji (無量寺、むりょうじ)      | Ehime      |
| 24     | Hôrenji (法蓮寺、ほうれんじ)      | Ehime      |
| 25     | Saifukuji (西福寺、さいふくじ)    | Ehime      |
| 26     | Takuzenji (宅善寺、たくぜんじ)    | Ehime      |
| 27     | Enmeiji (延命寺、えんめいじ)      | Kagawa     |
| 28     | Hashikuraji (箸蔵寺、はしくらじ)  | Tokushima  |
| 29     | Shimadaji (嶋田寺、しまだじ)      | Kagawa     |
| 30     | Kannonji (観音寺、かんのんじ)     | Kagawa     |
| 31     | Seidôji (清道寺、せいどうじ)      | Kagawa     |
| 32     | Sôzôji (総蔵寺、そうぞうじ)       | Kagawa     |
| 33     | Kôzaiji (香西寺、こうざいじ)      | Kagawa     |